# カルロス・ルイス・デ・リベーラ
カルロス・ルイス・デ・リベーラ（Carlos Luis de Ribera y Fieve、1815年 - 1891年4月14日）は、スペインの画家である。スペンの宮廷画家になり、歴史画や肖像画を描いた。

## 略歴
ローマで生まれた。父親は後に宮廷画家に任命され、王立サン・フェルナンド美術アカデミーの校長も務める画家のフアン・アントニオ・リベーラで、当時父親は退位してローマに滞在していた元スペイン国王、カルロス4世のもとで働いていた。カルロス・ルイス・デ・リベーラが生まれた洗礼式ではカルロス4世が名付け親になった。
家族とマドリードに帰国し、父親は1816年に国王フェルナンド7世の宮廷画家に任じられた。カルロス・ルイス・デ・リベーラは、 マドリードの王立サン・フェルナンド美術アカデミーで学び、15歳になった1530年にはアカデミーのコンテストに肖像画を出展して、1等を受賞した。ローマ、パリ留学の奨学資金が与えられ、パリに9年間滞在し、ポール・ドラローシュに学び、歴史画を描くようになった。
1942年からマドリードで活動し、1845年3月に王立サン・フェルナンド美術アカデミーの講師に任じられた。.1860年にカルロス3世勲章を受勲した。イサベル2世の宮廷画家を務め、1970年にイザベル女王勲章(Order of Isabella the Catholic)を受勲した。1878年以降、アカデミーの展覧会の審査員を務め、多くの公職を務めた。

## 作品

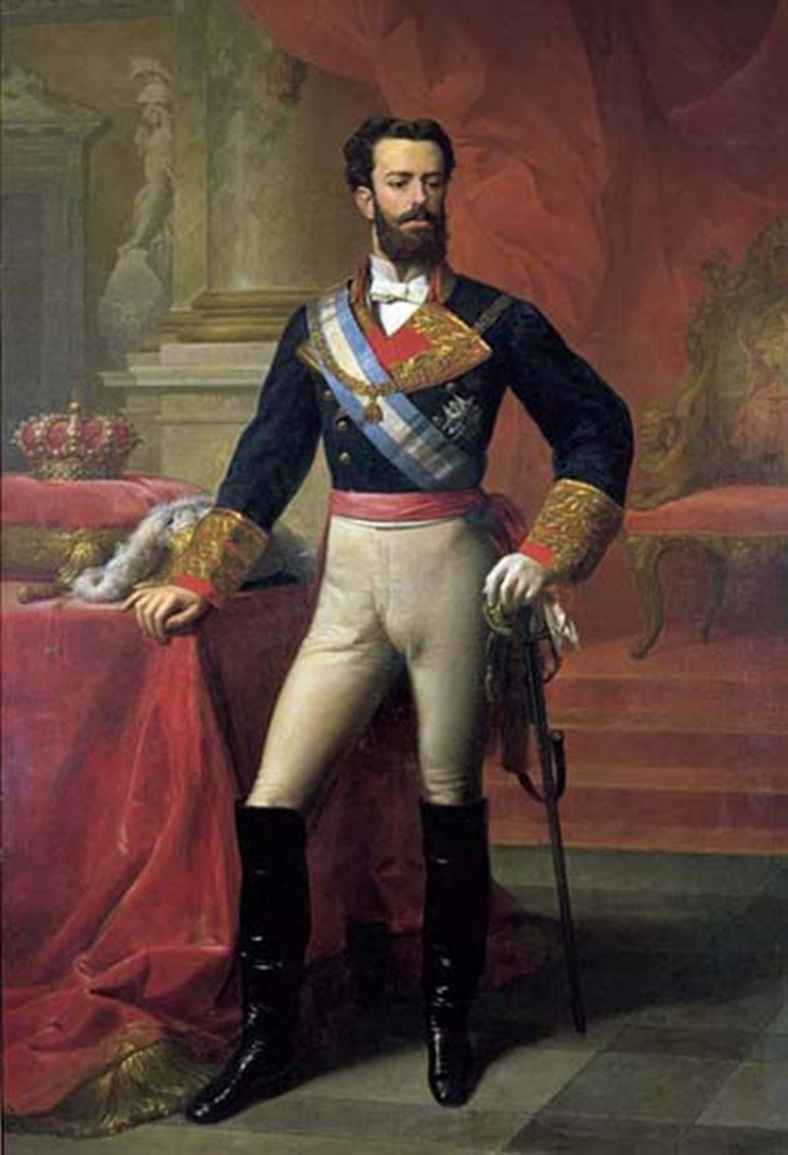
国王アマデオ1世 Bank of Spain Building
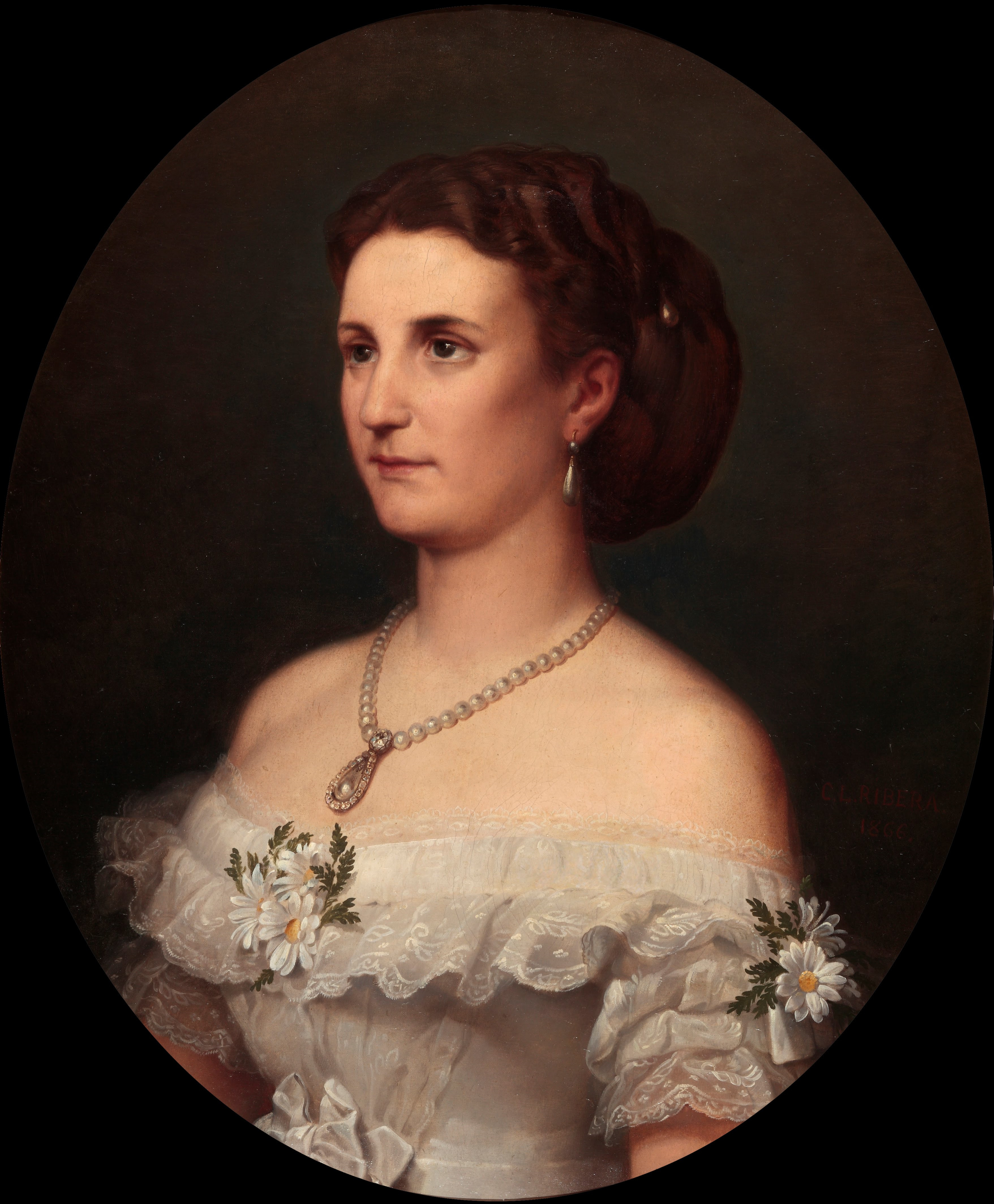
María Leonor Salm-Salm (オスナ公爵夫人) (1866) ロマン主義博物館 (マドリード)
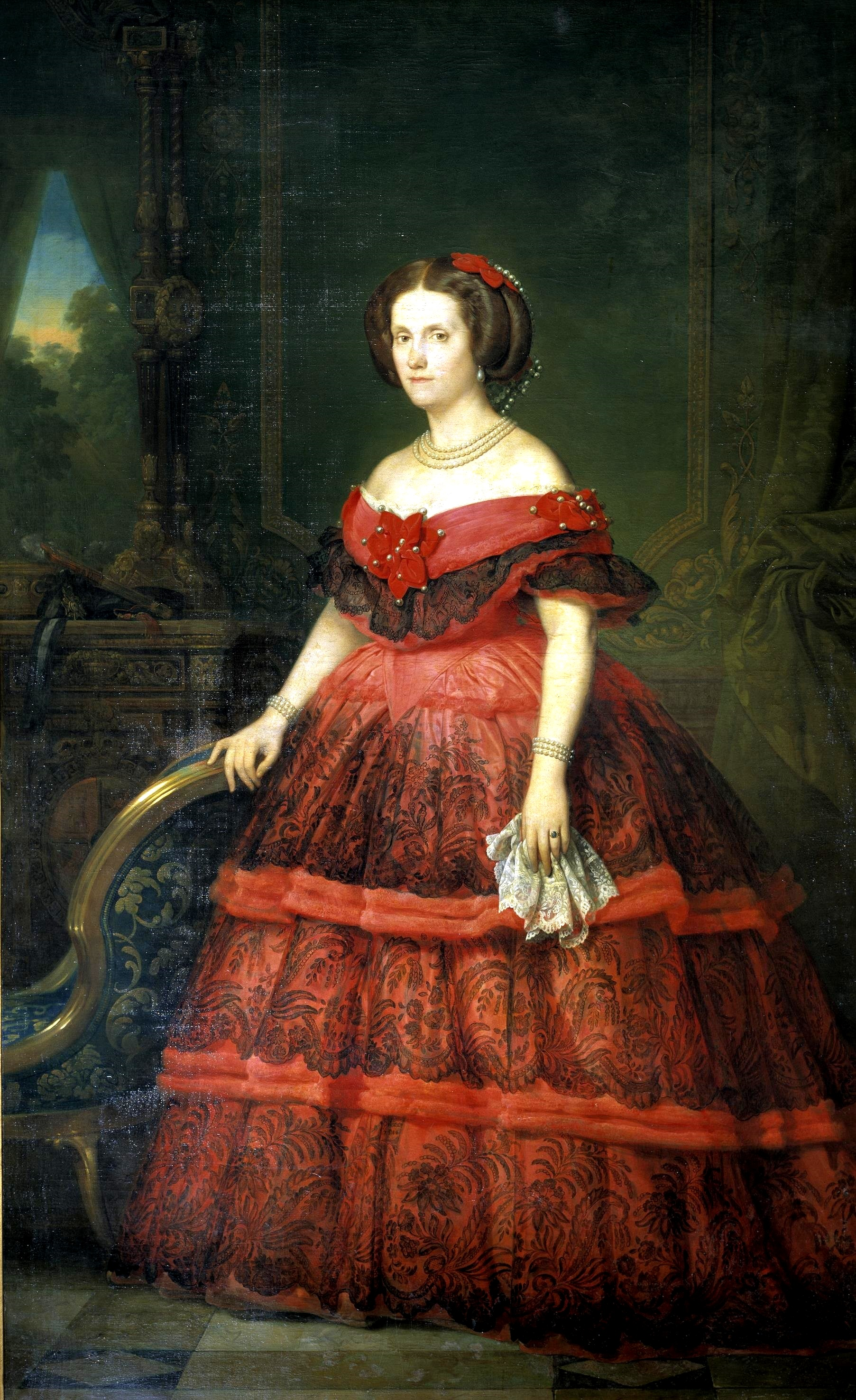
イサベル・フェルナンダ・デ・ボルボン (1860) プラド美術館
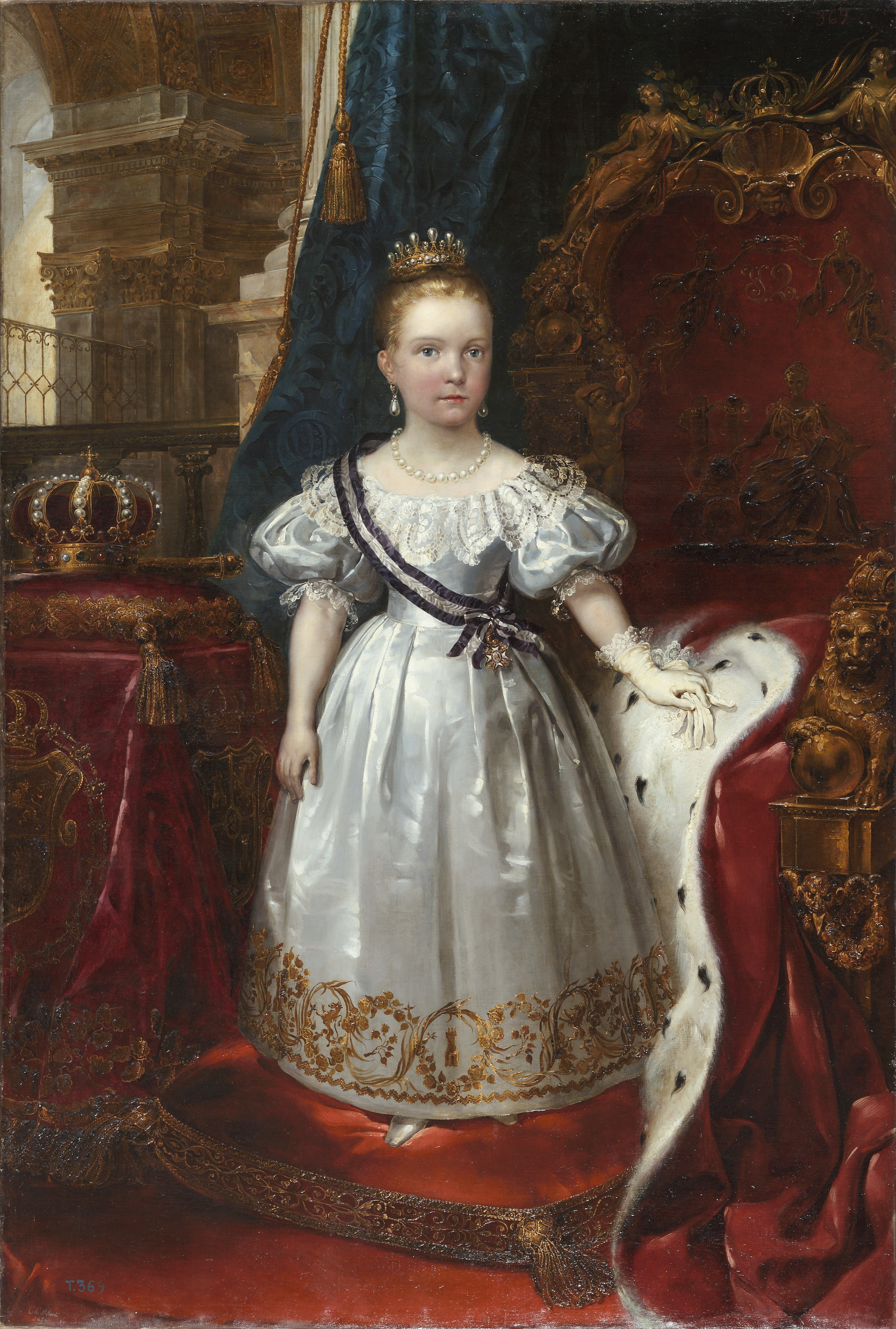
少女時代のイサベル2世 (スペイン女王)(c.1835) プラド美術館